# Biomass to liquid

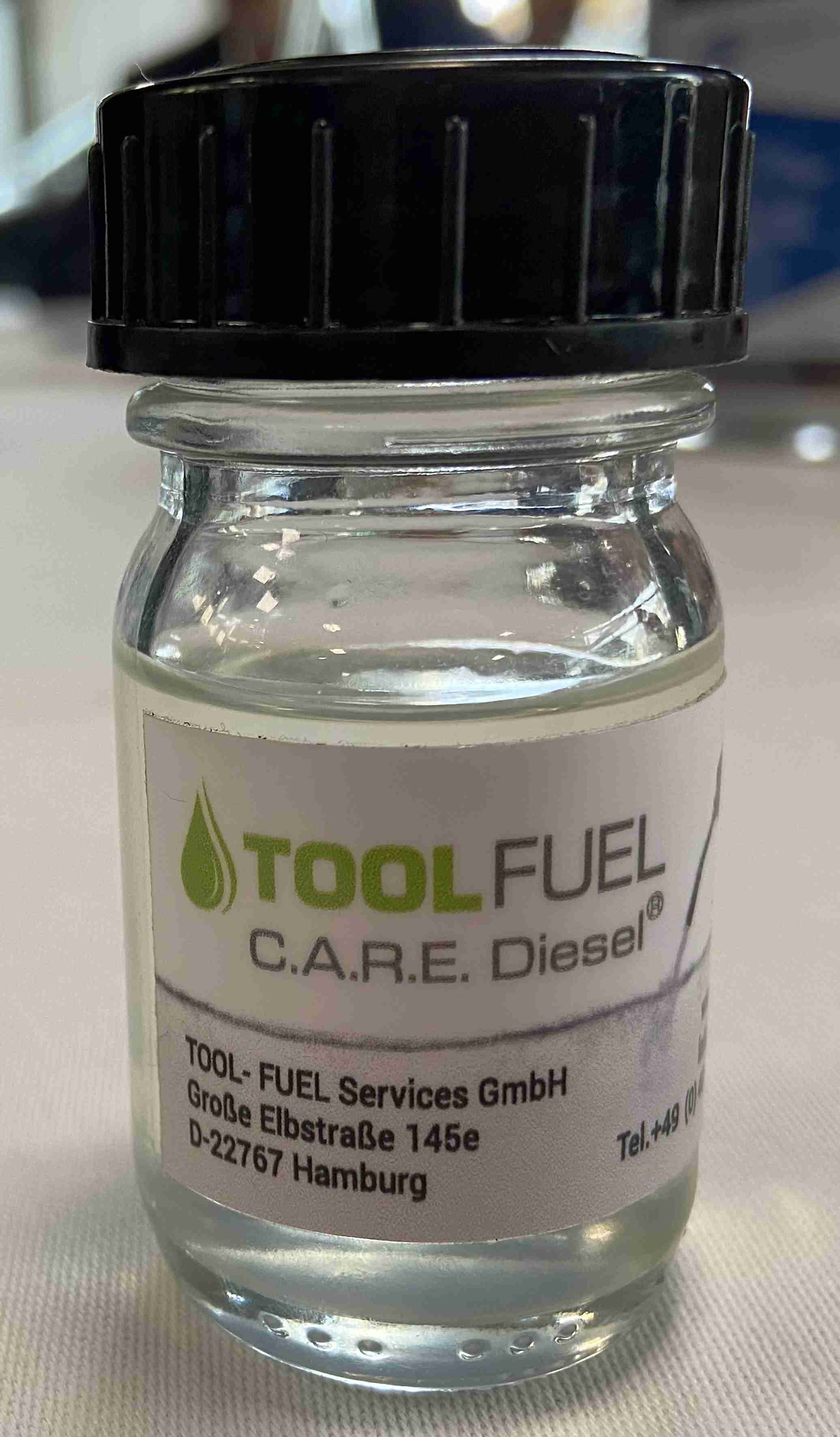
Btl Diesel

Biomass to liquid (BTL) är en metod att framställa vätskeformigt biobränsle ur biomassa.
Begreppet står oftast för dieselolja som framställts syntetiskt ur syntesgas. Syntesgasen i sin tur är framställd ur biogas eller ur biomassa som till exempel ved, flis, pellets, bark. Ett exempel på kemisk process som ger BTL-dieselolja är Fischer-Tropsch-processen. BTL-dieselolja kan alltså vara ett slags FT-diesel. Om biogas används kan även begreppet Gas to liquids (GTL) användas. Området utvecklas för närvarande snabbt och man har redan funnit vägar att omvandla biogas till flytande, syntetiska drivmedel via katalytiska processer. Genom att omvandla biogas till ett vätskeformigt bränsle skulle man kunna komma ifrån problemet med att behöva lagra och distribuera gas ombord på fordon.